# Turanodinia tisciae
Turanodinia tisciae is een vliegensoort uit de familie van de Odiniidae. De wetenschappelijke naam van de soort is voor het eerst geldig gepubliceerd in 1987 door Papp.